# Shuhei Kawata
Shuhei Kawata (川田 修平 Kawata Shuhei?), född 5 april 1994 i Saitama prefektur, är en japansk fotbollsspelare.
Kawata började sin karriär 2013 i Omiya Ardija. 2016 flyttade han till Tochigi SC.